# Minerva-NOJ
Sistema de Gestión Procesal Minerva-NOJ (siglas de Nueva Oficina Judicial) es la aplicación de gestión procesal que soporta la tramitación de la información relativa a los procedimientos judiciales, de forma que cualquier órgano judicial implicado en la tramitación de un determinado procedimiento, pueda acceder a la información asociada al mismo con las garantías de reserva, control y confidencialidad requeridas. Es la aplicación sucesora de Minerva que a su vez fue sucesora de Libra.
Minerva-NOJ permite la obtención (muchas veces limitado) de todo tipo de libros, consultas y estadísticas para los órganos y sedes en los que está implantado, dando cobertura a cualquier tipo de órgano judicial existente: desde los unipersonales (Juzgados de Primera Instancia, de Instrucción, etc.) hasta los órganos colegiados (Audiencias Provinciales, Tribunales Superiores de Justicia), además de los Órganos Centrales (Tribunal Supremo y Audiencia Nacional), y oficinas de apoyo (Oficina de Asistencia a las Víctimas de la Audiencia Nacional, etc.).
Minerva-NOJ no facilita la obtención de algunos datos para la elaboración de los Boletines Estadísticos del CGPJ, tarea que deben realizar los Letrados de la Administración de Justicia. 
Está basado en el entorno de desarrollo Uniface, hecho que ha permitido su pervivencia durante décadas (algo inusitado en el mundo informático actual). Lamentablemente, buena parte de su vida ha estado basado en la versión 8, descatalogada desde que se compró en 2005, hasta que se actualizó en 2014. Eso ha impedido hacer uso de las novedades de la versión 9.

## Funcionalidades
Minerva-NOJ contempla las siguientes funcionalidades:
- Adecuación del aplicativo a la estructura organizativa de la Oficina Judicial, lo que implica la posibilidad de configurar todo tipo y número de Servicios Comunes Procesales.
- Nueva gestión de usuarios que permite a los Letrados de la Administración de Justicia definir el perfil de trabajo de cada persona, en función de los órganos y tipos de procedimientos a los que puede acceder para tramitar, consultar, etc.
- Tramitación guiada. Implica que, una vez realizado un trámite, el sistema propone inmediatamente el siguiente o permite elegir entre varios posibles. Además, se ha procedido a la revisión, y en su caso, depuración, de los esquemas de tramitación de los procedimientos existentes.
- Incorporación de avisos de tareas y trámites pendientes a nivel de Unidades Procesales de Apoyo Directo (UPAD) y Servicio Común e incluso individualizado por funcionario/a.
- Permite la navegación entre las distintas UPAD y el Servicio Común asociado, pudiendo realizar en la misma sesión de trabajo tareas de tramitación, notificación, etc.

## Estructura
MINERVA NOJ responde a la siguiente estructura (en todos los órdenes jurisdiccionales):
- Los procedimientos se corresponden con los así definidos por las leyes procesales, anteriores a las reforma legales.
- Cada procedimiento se divide en fases de tramitación diferenciadas por los hitos esenciales por los que discurre (Ej: admisión, juicio, resolución y recurso).
- Cada fase se divide en trámites globales cuya culminación constituye un avance identificable en el procedimiento (Ej. Admisión: verificación requisitos, subsanación, citación, juicio...), no permitiendo la adaptación de los nombre de los documentos emitidos siendo necesario su visualización para ver si existe alguna especialidad.
- Cada trámite global a su vez se divide en trámites opción que llevan vinculados los documentos (Ej. decreto de admisión, diligencia de citación...)
- Cada uno de ellos identifica una actuación concreta dentro del procedimiento, y las actuaciones a ella vinculadas (actos de comunicación, alarmas, etc).

Este desarrollo completado con complejas utilidades informáticas para controlar los plazos de las actuaciones, los presos preventivos, las medidas cautelares, las presentaciones apud acta, efectuar liquidaciones de condenas, efectuar señalamiento de vistas y, próximamente,  enviar datos a los registros centrales de penados y de medidas cautelares, conforma un eficaz instrumento para intentar lograr una justicia más rápida y ágil.

## Fases de implantación y posteriores adaptaciones
En una primera fase, iniciada el 4 de mayo de 2010, con la entrada en vigor de las reformas procesales, se procedió al despliegue en todos los órganos judiciales del territorio dependiente del Ministerio de Justicia, para adaptar los modelos de tramitación a las nuevas leyes procesales.
En una segunda fase, coincidiendo con la implantación de la Oficina Judicial en las diferentes sedes, se instala una segunda versión de Minerva que responde a los requerimientos del modelo de Servicios Comunes Procesales, denominada en su momento MINERVA-NOJ para diferenciarla de la anterior versión.
En una tercera fase, la aplicación es dividida en dos, para dar una plena satisfacción a las numerosas actualizaciones que pudiera existir dentro de los esquemas de tramitación.Paralelamente, el aplicativo MINERVA se ha adecuado al escenario y funcionalidades particulares del Expediente Judicial Electrónico en la Audiencia Nacional (EJE-AN). El expediente judicial electrónico (EJE) pretende facilitar el acceso de todos los intervinientes judiciales a la misma documentación y expedientes, evitando realizar copias en papel de los procedimientos que constan de un número de folios muy elevado, con el objetivo último de eliminar totalmente el papel en los procesos judiciales.
En una cuarta fase, el aplicativo seguirá una centralización de servidores el cual se iniciará a comienzos de 2015, una modificación considerable en la configuración de minerva, unificando los directorios de los trámites.

## Características técnicas
Actualmente[¿cuándo?] la arquitectura de la aplicación Minerva desplegada en las diferentes sedes judiciales está diseñada para trabajar de forma distribuida e independiente, según una arquitectura cliente-servidor. A finales de junio de 2012 se inició una nueva actualización, sujeto al plan de modernización de la justicia, que corresponde con el despliegue a nivel nacional y al de las comunidades transferidas (La Rioja, Principado de Asturias y Aragón) de la Aplicación Minerva de Gestión Procesal. Ante la actualización de Minerva de Uniface 8.2 a Uniface 9.4 y con objeto de mejorar las capacidades y rendimiento de la aplicación se ha procedido a la renovación de los servidores y las versiones del software de base de datos a Oracle 10.2 y del sistema operativo Red Hat Enterprise Linux 5.5 y la adaptación de usuarios, script, políticas de seguridad, etc. de los mismos.
Posteriormente una vez finalizada la migración, se está procediendo a una nueva actualización de la plataforma a Uniface 9.6 y a la renovación del software de base de datos de Oracle 10 a Oracle 11 con la finalidad única de centralizar en nodos provinciales.

## Gestión de incidencias
Desde la puesta en marcha de la aplicación Minerva-NOJ, el MJU ubicado dentro del área de explotación de la subdirección general de las nuevas tecnologías de la justicia ha realizado el seguimiento de todas las incidencias, en especial de las masivas y de mayor relevancia surgidas desde la distribución de la aplicación.